# Corsoncus minori
Corsoncus minori är en stekelart som beskrevs av Ian D. Gauld och Bradshaw 1997. Corsoncus minori ingår i släktet Corsoncus och familjen brokparasitsteklar. Inga underarter finns listade i Catalogue of Life.